# Robert Enke
Robert Enke (Jena, 24. kolovoza 1977. – Neustadt am Rübenberge, 10. studenog 2009.) bio je njemački nogometni vratar i reprezentativac.

## Karijera
Enke je svoju seniorsku karijeru započeo u Carl Zeiss Jena iz rodnoga grada. Nakon nekoliko nastupa za Carl Zeiss Jena odlazi u Borussiju iz Mönchengladbacha, da bi nakon dvije godine prešao u portugalsku Benficu gdje u 77 nastupa osigurava transfer u Barcelonu. U Barceloni je odigrao tek jednu utakmicu, a bio je i na dvjema posudbama: 2003. u Fenerbahçeu i 2004. u Tenerifima. Napokon 2004. godine prelazi u njemačkog bundesligaša Hannover 96 gdje igra do svoje smrti. 
Od 1997. do 1999. godine igrao je za mladu reprezentaciju, a od 2007. i za njemačku A reprezentaciju. Za nju je branio 8 puta. Prije smrti je smatran najvećim kandidatom za prvog vratara njemačke vrste.

## Smrt
Dana 10. studenog 2009. godine, u 32. godini života, Enke je počinio samoubojstvo kada se bacio pod regionalni brzi vlak u Eilveseu, Neustadt am Rübenberge. Policija je potvrdila da je pronađeno oproštajno pismo, ali da neće objavljivati detalje iz istoga. Njegova udovica Teresa otkrila je da je njen suprug patio od depresije proteklih šest godina, te da je posjećivao psihijatra.

## Uspjesi
- Osobni:
  - Najbolji vratar Bundeslige u sezoni 2008./09.

## Vanjske poveznice
- Službene stranice (njem.)
- Statistika na fussballdaten.de (njem.)
- Profil na espn.go.com  Arhivirana inačica izvorne stranice od 13. kolovoza 2009. (Wayback Machine) (engl.)